# Бака, Рафаэль
Рафаэль Бака Миранда (исп. Rafael Baca Miranda; 11 сентября 1989, Туспан, Мичоакан, Мексика) — мексиканский футболист, полузащитник клуба «Монтерей-Бей».

## Карьера
В 2007—2010 годах Бака обучался в Университете Лойола Мэримаунт и выступал за его футбольную команду.
Бака не был выбран ни на одном из двух драфтов MLS 2011 года, но 8 июля он подписал контракт с клубом «Сан-Хосе Эртквейкс», где тренировался с февраля. Его профессиональный дебют состоялся 9 июля в матче против «Филадельфии Юнион», в котором он отыграл 10 минут после выхода на замену вместо Саймона Доукинса. 22 октября в поединке заключительного тура сезона 2011 против «Далласа» он забил свой первый гол в профессиональной карьере.
В начале 2014 года Рафаэль вернулся на родину, подписав контракт с командой «Крус Асуль». Для получения игровой практики он был отправлен в фарм-клуб «Крус Асуль Идальго». 19 апреля в матче против «Монаркас Морелия» он дебютировал в мексиканской Премьере. 15 ноября 2015 года в поединке против «Пачуки» Бака забил свой первый гол за «Крус Асуль».
27 июля 2023 года Бака подписал контракт с клубом Чемпионшипа ЮСЛ «Монтерей-Бей» на оставшуюся часть сезона 2023 с опцией продления на сезон 2024. За «Монтерей-Бей» он дебютировал 5 августа в матче против «Сакраменто Рипаблик». 16 сентября в матче против «Лас-Вегас Лайтс» он забил свой первый гол за «Монтерей-Бей». 10 января 2024 года Бака подписал с «Монтерей-Беем» новый двухлетний контракт.

## Достижения
Командные
 «Сан-Хосе Эртквейкс»
- Победитель регулярного чемпионата MLS: 2012

 «Крус Асуль»
- Чемпион Мексики: гуардьянес 2021
- Обладатель Кубка Мексики: апертура 2018
- Чемпион чемпионов: 2021
- Обладатель Суперкубка Лиги MX: 2022
- Обладатель Суперкубка Мексики: 2019
- Обладатель Кубка лиг: 2019